# Ruth Svenning
Ruth Maria Monica Svenning, född 19 maj 1892 i Lyse, Göteborgs och Bohus län, död 28 augusti 1976 i Göteborg, var en svensk teckningslärare och tecknare.
Hon var dotter till kyrkoherden Sven Albert Svenning och Hanna Sofia Svensson. Efter studier vid Högre konstindustriella skolan i Stockholm anställdes Svenning som teckningslärare vid Vasa flickskola i Göteborg och hon var biträdande lärare i teckning vid Nääs slöjdseminarium 1921–1925. För Pro Caritates förlag i Göteborg utförde hon en serie blomsterkort. 